# 外交儀礼
外交儀礼（がいこうぎれい、フランス語: diplomatie protocole、英語: diplomatic countesyまだはdiplomatic protocle）とは、外交上の儀礼のことである。国際儀礼などともいう。

## 概要
外交儀礼とは外交文書の交換や会談、式典など国家間の外交で交わされる儀礼を指す。
20世紀末頃においては、多くの国家が採用する外交儀礼の起源はキリスト教文化の根強い西洋にあり、ローマ教皇が神聖ローマ皇帝や各国の国王に使節を派遣し、これを接受する国々では宗教儀礼に基づく儀礼方式に基づくものであった。宗教色そのものは近代国家へ移行する過程で次第に消えていったが、外交慣行の形式としては多くの面でキリスト教伝来の名残が見られる。
また、外交の舞台では外交官の階級は国の象徴として考えられており、大使同士の席次争いが決闘に発展することもあった。外交官の席次については、1815年のウィーン会議と1818年のエクス・ラ・シャベル会議で解決が図られ、同級の大使については着任順とされ、外交官の言葉遣いについても外交辞令というように直接的な表現を避け、婉曲した表現が用いられるようになった。冷戦時代、ソ連が米国を指し、「アメリカ帝国主義」という際、共産党機関紙で行い、政府機関紙では書かれなかったのは、ソ連政府が国家の間では相手国を批難すべきではないという礼儀の意識があったためとされる。
公式の宴席では招待者の正面右手から最古参の大使の席、次に古参の大使が正面左の席というように順序付けられ、以下同様に公使、代理公使の席が定められる。外交官は駐在国にとって、外交相手国の宮廷晩餐会など宮廷外交の場やレセプションなど公私の宴席への出席はもちろんのこと、自ら宴席を設ける必要もあることから、外交儀礼の配慮は非常に重要なものであった。しかし、現代では貴族や上流階級だけが任官していた時代と異なり、モーニングや燕尾服を着用しなければならない場面ばかりでもなく、平服や民族衣装をすることも増えてきており、国際社会では全体的な規則はなく国ごとにさまざまな慣習があり、外交儀礼のありようも多様化しつつある。なお、外交儀礼では外交相手国の元首や要人、大使をはじめとする外交官および夫人の官職や爵位や学位、称号のほか敬称についても一定の礼式が定められている。